# Polskie Radio dla Zagranicy

Polskie Radio dla Zagranicy (Radio polonaise pour l'étranger) (Radio Polonia) est le service polonais de radiodiffusion internationale proposé par Polskie Radio.

## Histoire
La radio polonaise lance des émissions en ondes courtes dès 1936, avec de courts programmes en anglais et en polonais. La diffusion vers l'extérieur est réalisée par Warszawa III au sortir de la seconde guerre mondiale. En 1990 elle commence à diffuser vers l'Ukraine, la Biélorussie, la Lituanie, la Lettonie et l'Estonie, tout particulièrement à destination des auditeurs de langue ou d'origine polonaise. C'est en 2000 que Radio Polonia diffuse par internet et par satellite grâce au World Radio Network (WRN).

## Programmes
Radio Polonia émet 11 heures par jour en sept langues : polonais, anglais, allemand, russe, ukrainien, biélorusse et hébreu. 